# Bavayia loyaltiensis
Bavayia loyaltiensis — вид геконоподібних ящірок родини диплодактилідів (Diplodactylidae). Ендемік Нової Каледонії. Описаний у 2022 році.

## Поширення і екологія
Bavayia loyaltiensis мешкають на острові Маре в групі островів Луайоте, а також, можливо, на сусідніх островах Тіга і Дудун. Вони живуть в тропічних лісах.